# Euronews
Euronews – europejski wielojęzyczny kanał informacyjny.

## Euronews obecnie
Euronews to tematyczna stacja telewizyjna nadająca co 30 minut doniesienia zarówno z Europy, jak i ze świata z perspektywy europejskiej. Zajmuje się aktualnościami finansowymi, wiadomościami sportowymi, sztuką, kulturą, nauką, pogodą, polityką europejską, recenzjami prasowymi z największych europejskich gazet, ukazuje też dane rynkowe, pokazuje także transmisje z najważniejszych konferencji prasowych, zaprzysiężeń prezydentów, rządów i królów w Europie oraz najbardziej znaczących państwach całego świata. Euronews jest nadawany 24 godziny na dobę w 19 niekodowanych wersjach językowych:
| Lp. | Język       | Data uruchomienia |
| --- | ----------- | ----------------- |
| 1   | Angielski   | 01.01.1993        |
| 2   | Francuski   | 01.01.1993        |
| 3   | Niemiecki   | 01.01.1993        |
| 4   | Włoski      | 01.01.1993        |
| 5   | Hiszpański  | 01.01.1993        |
| 6   | Portugalski | 11.1999           |
| 7   | Rosyjski    | 09.2001           |
| 8   | Arabski     | 12.07.2008        |
| 9   | Turecki     | 30.10.2010        |
| 10  | Perski      | 27.10.2010        |
| 11  | Ukraiński   | 24.08.2011        |
| 12  | Grecki      | 18.12.2012        |
| 13  | Węgierski   | 30.05.2013        |
| 14  | Albański    | 21.11.2019        |
| 15  | Gruziński   | 31.08.2020        |
| 16  | Serbski     | 03.06.2021        |
| 17  | Bułgarski   | 05.05.2022        |
| 18  | Rumuński    | 25.05.2022        |
| 19  | Polski      | 15.01.2025        |

To wielojęzyczne podejście umożliwia dostęp do wszystkich ścieżek językowych we wszystkich krajach (poprzez Internet), jednakże rola prezenterów i reporterów jest ograniczona – serwisy informacyjne, sportowe i część innych programów prowadzona jest z offu przez lektorów, wyłącznie wywiady, magazyny i podsumowywania materiałów w wiadomościach są prezentowane przez pokazywanych dziennikarzy. Istnieje też 5 wersji językowych o niepełnym wymiarze czasowym, zazwyczaj tworzonych przez lokalne telewizje publiczne: litewska, serbska, rumuńska (30-minutowy dziennik w TVR 2 – w dni powszednie), słoweńska oraz dostępna tylko drogą satelitarną oryginalna ścieżka dźwiękowa. Poszczególne języki wcześniej posiadały jedynie osobne ścieżki dźwiękowe, obecnie faktycznie nadawane są osobne kanały z różniącym się doborem informacji. Reklamy zaś emitowane są w takim języku/językach, w jakim zostały dostarczone stacji (głównie po angielsku i francusku), jednakże niektóre z nich także są produkowane w różnych językach. Stacja podaje, że dzięki jej polityce językowej może ją oglądać i rozumieć ponad 3,5 mld ludzi.
W telewizji pracuje 22 zespołów dziennikarskich. Stacja zatrudnia ponad 400 dziennikarzy z 26 krajów, posiada także redakcję w Polsce. Główna siedziba Euronews znajduje się w Lyon we Francji. Kanał współpracuje z takimi krajami, jak: Algieria, Austria, Belgia, Bośnia i Hercegowina, Cypr, Czechy, Egipt, Finlandia, Grecja, Hiszpania, Irlandia, Malta, Monako, Niemcy, Polska, Portugalia, Rosja, Rumunia, Słowenia, Szwajcaria, Szwecja, Tunezja, Turcja, Ukraina, Wielka Brytania i Włochy.
Celem stacji ma być bezstronne informowanie o wydarzeniach z Europy i świata, w taki sposób, aby odbiorca mógł wyrobić na każdy temat własny punkt widzenia. Obecnie kanał dostępny jest na całym świecie dzięki obecności na 34 satelitach. Dociera drogą kablową, ADSL, satelitarną, naziemną i poprzez streamy internetowe do ponad 300 mln gospodarstw domowych w 151 krajach (w tym 202 mln w Europie, 73,5 mln w Ameryce Północnej, 59 mln w Afryce i na Bliskim Wschodzie, 27 mln w Rosji, 7,6 mln w Azji oraz na Pacyfiku i 3,5 mln w Ameryce Południowej) wyprzedzając CNN International o ponad 200 mln odbiorców, BBC World o 124 mln, a CNBC Europe o ponad 100 mln.
Program mocno rozszerza swój zasięg dzięki rozpowszechnieniu swojego sygnału w telewizorach z sygnałem smart tv, hotelach, samolotach, promach, statkach i szpitalach. Euronews oferuje swoje wiadomości także w siedzibach NATO, Unii Europejskiej i Komisji Europejskiej, na belgijskich stacjach kolejowych, we francuskim parlamencie, największych europejskich lotniskach i wydawnictwach oraz redakcjach prasowych. Kolejne 225 mln widzów może oglądać stację dzięki pasmom transmisyjnym lub retransmisyjnym w telewizjach całego świata (m.in. w USA, Francji, Włoszech, Rosji, Turcji, Ukrainie, Rumunii, Szwajcarii, Hiszpanii, Wielkiej Brytanii, Estonii, Irlandii, Grecji, Libanie, Portugalii, Słowenii, na Cyprze, Malcie i kilkunastu państwach afrykańskich, dawniej także w Polsce). Stacja szacuje, że w Polsce jest dostępna dla 8,96 mln ludzi.
Euronews ogląda dziennie 4 mln osób, 3,8 miliona ogląda jej pasma w innych stacjach, a tygodniowo osiąga 8,7 mln widzów. Stacja najchętniej oglądana jest między 9:00 a 11:00 i 20:00 a 00:00. Programy stacji są bardzo popularne w Afryce, gdzie ogląda ją prawie 25% spośród 15% najlepiej zarabiających mieszkańców tego kontynentu.
W ramach umowy z China Central Television (CCTV), Euronews dostarcza programy w języku mandaryńskim.
CyBC 2 (również RIK 2) od 1993 r. transmituje codziennie część programu Euronews (około 80 godzin tygodniowo).
Poszczególne materiały stacji można oglądać na dedykowanych dla każdego języka oraz wielu programów kanałach na portalu YouTube, udostępniany jest tam także sygnał stacji.

## Historia
Stacja wystartowała 1 stycznia 1993 roku w pięciu wersjach językowych – angielskiej, niemieckiej, francuskiej, hiszpańskiej i włoskiej, a w grudniu 1998 stacja uruchomiła stronę internetową euronews.net.
Transmisja analogowa została zastąpiona cyfrową w 1999 r. W tym samym roku została dodana portugalska wersja językowa.
W latach 90. i na początku XXI wieku sygnał stacji był wykorzystywany (retransmitowany lub transmitowany) przez różne europejskie stacje telewizyjne podczas relacjonowania przez nie wydarzeń zagranicznych.
W 2001 r. pojawiła się rosyjska wersja językowa.
W 2003 r. ITN sprzedała swoje udziały w Euronews.
Od 2004 roku stacja stała się stacją ogólnoświatową, dzięki rozpowszechnieniu się jej sygnału w Azji.
Począwszy od końca listopada 2005 r. niemieckie kanały telewizyjne: ARD i ZDF negocjowały na temat przystąpienia do Euronews.
6 lutego 2006 r., ukraiński nadawca publiczny Natsionalna Telekompanya Ukrainy (NTU) kupił 1% udziałów w SOCEMIE.
27 maja 2008 r., hiszpański nadawca RTVE zdecydował się opuścić Euronews i promować międzynarodowy kanał TVE Internacional. Plan się jednak nie powiódł, bo RTVE chciał zmniejszyć płatności do 2 mln euro rocznie.
4 czerwca 2008 r. stacja zmieniła oprawę graficzną, która nie była zmieniana od 2000 r. oraz nazwę z EuroNews na euronews. Przy dostępności w 210 mln gospodarstw domowych stację oglądało 6–7 mln widzów.
12 lipca 2008 r. została uruchomiona wersja arabska.
W lutym 2009 r. turecki nadawca publiczny TRT stał się udziałowcem w Euronews. TRT kupił 15,70% akcji Euronews i stał się czwartym głównym partnerem po France Télévisions (25,37%), RAI (22,84%) i RTR (16,94%).
30 stycznia 2010 r. o godz. 20:00 wystartowała turecka wersja językowa.
6 czerwca 2011 r. na satelicie Hot Bird zostały dołączone identyfikacje dla dwóch nowych wersji językowych: polskiej i ukraińskiej, jednakże po testach (w ciągu kilku miesięcy) wersję polską usunięto.
Latem 2011 roku wprowadzono multimedialne aplikacje dla Androida, iPhone'a i iPada (w późniejszym okresie także dla Windows Phone'a, BlackBerry, telefony Nokia współpracujące ze sklepem OVI, komputery z Windowsem 8.1, smartwatche, telewizory smart oraz Google Glass), które zawierają przekaz stacji na żywo, ofertę euronews radio i informacje tekstowe.
24 sierpnia 2011 r. o godz. 20:00 wystartowała ukraińska wersja językowa, w 20 rocznicę odzyskania niepodległości przez Ukrainę.
2 października 2012 r. wystartowało euronews radio, nadające serwisy informacyjne, biznesowe, sportowe, pogodę i programy tematyczne, a także specjalnie dobraną muzykę.
18 grudnia 2012 r. uruchomiono grecką wersję językową, a w 2013 uruchomiono węgierską wersję językową.
Z uwagi na kryzys finansowy, po zamknięciu w 2013 roku ERT Grecja przestała finansować euronews.
8 października 2013 r., o 14:00 stacja odświeżyła czołówki części nadawanych programów.
W 2017 roku stacja rozdzieliła emitowany dotychczas jeden sygnał video ze ścieżkami audio w wielu językach na osobne ścieżki audio i video - faktycznie więc emitowanych jest dwanaście kanałów telewizyjnych o tej samej nazwie w różnych językach.

## Program
Program stacji jest emitowany 24 godziny na dobę. Głównym punktem programu są wiadomości (news), emitowane od 6 do 10 rano co kwadrans, a w pozostałym czasie co pół godziny (zaś 15 i 45 minut po pełnej godzinie emitowane są "headlines", czyli flesze). Poza tym często (raz na pół/raz na godzinę) emitowane są wiadomości biznesowe ("business"), aktualne notowania giełdowe i kursy walut ("markets"), wiadomości sportowe ("sport"), wyniki rozgrywek ligowych ("eurofoot") i trzy wersje pogody – pokazująca dokładnie całą Europę ("meteo europe"), pokazującą najważniejsze miasta całego świata ("meteo world") i najważniejsze lotniska ("meteo airport", emitowana głównie w godzinach wieczornych). W przerwach programu emitowane są krótkie materiały filmowe, pokazujące różne wydarzenia, emitowane bez komentarza (część z nich jest transmitowana na żywo) ("no comment" i "no comment live") i reklamy (ads), zaś o 15.30 stacja transmituje otwarcie notowań ciągłych na giełdzie nowojorskiej ("wall street live"). Program prezentuje też przeglądy wydarzeń kulturalnych ("rendez-vous"), magazyn kulturalny "le mag" i wywiady "interview". W przypadku ważnych wydarzeń stacja emituje też programy specjalne – pod nazwą "news+" lub inną. Stacja pokazuje także następujące programy cykliczne:
- Behind markets – główna ekonomiczna informacja dnia i jej następstwa.
- Buisiness planet – pokazanie działalności małych i średnich europejskich przedsiębiorstw.
- Buisiness weekly – podsumowanie tygodnia w ekonomii.
- Cinema – informacje ze świata filmu.
- Close up europe – dyskusja o najważniejszym politycznym, biznesowym lub socjalnym temacie.
- Europe weekly – podsumowanie tygodnia w Europie.
- Flashback – najważniejsze informacje z ostatniego tygodnia.
- Futuris – pokazywanie światu najnowszych wynalazków.
- Generation Y – młodzi ludzie w Europie.
- Hi-tech – najnowsze innowacje w technologii.
- Innovation – Rezultaty badań naukowców i ich oddziaływanie rynkowe.
- Italk – debata z udziałem widzów.
- Learning world – opowieść o edukacji w różnych miejscach globu.
- Musica – informacje muzyczne.
- On the frontline – dogłębna analiza strat i zysków Europy.
- Perspectives – co media z różnych krajów powiedziały o najważniejszej informacji tygodnia.
- Real economy – sposoby radzenia sobie z kryzysem przez państwa europejskie.
- Reporter – plusy i minusy polityki Unii.
- Right on – respektowanie praw człowieka w Europie.
- Science – informacje naukowe.
- The global conservation – rozmowa dziennikarzy stacji z decyzyjnymi politykami o sprawach zagranicznych.
- The network – debata trzech osób o różnych poglądach na daną sprawę.
- Trends – najpopularniejsze słowa kluczowe wpisywane przez Europejczyków w wyszukiwarkę "Google".
- Utalk – eksperci odpowiadają na filmowe pytania widzów, zostawiane na profilach mediów społecznościowych

Stacja między 2011 a 2013 nie pokazywała zegara, ponieważ jej sygnał jest rozsyłany do państw na wielu strefach czasowych, jednak podczas transmisji na żywo wyświetlany jest czas lokalny miejsca nadawania. Do 2008 roku na antenie stacji widoczne były 3 zegary – na początku dla czasów londyńskiego (UTC), europejskiego (UTC+1) i moskiewskiego (UTC+4), następnie dla nowojorskiego (UTC-5), europejskiego (UTC+1) i moskiewskiego (UTC+4), a od 2013 na antenie widoczny jest zegar pokazujący czas dla wielu różnych miast, pokazywanych pojedynczo. Godziny emisji programów cyklicznych w zapowiedziach podawane są w UTC+1 (obowiązującym także w Polsce).

## Korespondenci stacji
- Waszyngton
- Londyn
- Paryż
- Bruksela
- Rzym
- Lyon
- Moskwa
- Kijów
- Budapeszt
- Ateny
- Stambuł
- Kair
- Doha

Stacja posiada także biura sprzedaży w Paryżu, Londynie oraz Frankfurcie.

## Euronews radio
Euronews radio to wspólna nazwa 6 stacji radiowych w językach angielskim, niemieckim, francuskim, hiszpańskim, włoskim i rosyjskim o zbliżonym programie, emitujących wiadomości, informacje biznesowe, sportowe, kulturalne i naukowe oraz muzykę. Część audycji stacji jest dostępnych w formie podcastu. Odbiór stacji możliwy jest przez internet na stronie internetowej stacji, na portalu Tunein oraz poprzez dedykowane aplikacje na Androida, Windows Phona i iPhone'a.
W 2013 roku wydano płytę "Eurovibes – selected by euronews" z wyborem muzyki używanej w euronews radio.

## Polska a Euronews

### Polska wersja językowa
Euronews planował stworzyć polską wersję językową kanału w 2010 r. Telewizja Polska miała wtedy dokładać do projektu 5,72 mln euro rocznie, jednak ówczesne władze TVP nie przyjęły tej propozycji. 6 czerwca 2011 r. do sygnału na satelitach Hot Bird i Astra dołączono polską identyfikację językową. Testowa emisja z częścią programu w języku polskim wystartowała 1 lipca 2011 r., jednak po kilku miesiącach została wyłączona i zastąpioną angielską wersją językową. 
Od września do grudnia 2012 o 18:55 od poniedziałku do piątku (powtórka następnego dnia o 6:00 i 7:45) na antenie TTV pojawiały się 15-minutowe serwisy informacyjne w języku polskim, a od 2013 roku polska redakcja stacji prowadziła kanał na Youtube z przetłumaczonymi materiałami z anteny stacji - w maju 2014 roku zawiesiła jednak jego działanie.
Do września 2013 roku euronews udostępniał swoją stronę internetową także po polsku, jednak jej aktualizacja została zawieszona na okres 11 lat. Pod koniec 2024 roku wznowiono publikowanie artykułów w języku polskim wraz z linkowaniem ich na uruchomionych w tym samym czasie lokalnych social mediach kanału euronews. 
Na przełomie roku 2024 i 2025 ogłoszono że kanał telewizyjny w polskiej wersji językowej zostanie ponownie uruchomiony około 15 stycznia 2025 roku. Start polskiej wersji językowej podobnie jak w 2011 roku zbiegł się w czasie z okresem polskiej prezydencji w Unii Europejskiej. Stacja jest od momentu startu dostepna na platformie YouTube. Docelowo ma być dostępna szerzej u operatorów jednak nie potwierdzono dostępności satelitarnej.

### Polskie materiały
Stacja często emituje różnorakie materiały dotyczące Polski – w swoich wiadomościach pokazała m.in. rocznicę Powstania Warszawskiego, pogrzeb Jaruzelskiego, katastrofę smoleńską, wypadek pociągu pod Szczekocinami, powodzie w Polsce, zaprzysiężenie prezydenta Bronisława Komorowskiego, atak aktywistów ukraińskich na Bronisława Komorowskiego podczas wizyty na Ukrainie, protesty Anty-ACTA, alarmy bombowe w całym kraju, wybory, relacje ze świąt 3 maja, Niepodległości i Wszystkich Świętych, powodzie, wypadek na pokazie lotniczym w Radomiu, mecz Lechii z Barceloną, relacje z wyścigu Tour de Pologne i więcej. W ramach serwisów pogodowych pokazuje Warszawę (meteo world i europe) oraz Gdańsk i Kraków (tylko europe), ale na stronie internetowej stacji dostępne są informacje pogodowe dla ponad 50 polskich miast. Euronews pokazał także wywiady z Jarosławem Kaczyńskim (czerwiec 2007), Donaldem Tuskiem (maj 2011) i Bronisławem Komorowskim (wrzesień 2010).

## Organizacja Euronews
Na czele stacji stoi szesnastoosobowa (w tym 10 członków delegują telewizje publiczne Francji, Rosji, Włoch, Turcji, Szwajcarii, Portugalii, Belgii, Grecji, Irlandii i Maroka) rada nadzorcza z prezesem, Paolo Garimberti, pod którą znajdują się szefowie działów: technicznego, sprzedaży, wiadomości i programów.

## Zakazy
Od 12 kwietnia 2021 r. decyzją Ministerstwa Informacji Republiki Białoruś zakazano nadawania kanału na Białorusi.